# Karyorelictea
Classe
Les Karyorelictea sont une classe de protistes de l'embranchement des Ciliés (Ciliophora).

## Liste des ordres
Selon GBIF (10 avril 2023) :
- Karyorelictida Corliss, 1974
- Loxodida Jankowski, 1980
- Protoheterotrichida Nouzarède, 1977
- Trachelocercida Jankowski, 1978

## Systématique
Le nom valide de ce taxon est Karyorelictea Corliss, 1974.